# Geschichte der Wahlprüfung
Die Geschichte der Wahlprüfung, also des Verfahrens zur Überprüfung einer Wahl, reicht in Zeiten zurück, in denen noch nicht demokratisch im heutigen Verständnis gewählt wurde.

## Ursprünge der Wahlprüfung im Ständestaat
Die Ursprünge der Wahlprüfung reichen in vordemokratische Zeit zurück. Der Vorläufer der Wahlprüfung ist die Überprüfung der Mitglieder der ständischen Vertretungen auf ihre Legitimation. Sie erfolgte entweder durch den Landesherrn oder durch die Stände selbst. Im Heiligen Römischen Reich Deutscher Nation setzte sich der Reichstag als Versammlung der Reichsstände aus Gesandten der weltlichen und geistlichen Fürsten sowie der Reichsstädte zusammen. Da sich die Legitimation dieser Gesandten nicht von einer Wahl durch das Volk, sondern von der Souveränität der repräsentierten Stände ableitete, wurde auch bei der Legitimationsprüfung nicht die Gültigkeit einer Wahl, sondern die Echtheit der Vollmachtsurkunde überprüft, mit der sich der Gesandte ausgewiesen hatte. Zuständig hierfür war das Reichsdirektorium, welches der Erzbischof von Mainz als Erzkanzler innehatte. Noch heute weist auf diesen Ursprung der Wortlaut einiger Verfassungen hin, die bezüglich der Wahlprüfung von einer „Prüfung der Vollmachten der Mitglieder“ sprechen (z. B. Art. 34 in Belgien, Art. 57 Abs. 1 in Luxemburg, § 64 in Norwegen, auch § 112 der Paulskirchenverfassung).

## Die Entwicklung der parlamentarischen Selbstprüfung
Mit dem Durchbruch der Demokratie entwickelte sich bald auch das Bedürfnis nach einer Wahlprüfung. Vorreiter in der Entwicklung der repräsentativen Demokratie war das Königreich England.

### Entstehung des englischen Parlaments
England wurde seit dem Sieg Wilhelms des Eroberers zunehmend zentral verwaltet. Die Kontrolle dieser Verwaltung oblag dem königlichen Rat, der curia regis. In der Schlacht von Lewes erzwang Simon V. de Montfort 1264 in Form der Einberufung eines erweiterten Regentschaftsrates das erste Parlament der englischen Geschichte: Heinrich III. musste 2 Ritter je Grafschaft und 2 Bürger je Stadt als Vertreter der Gemeinwesen zu dieser 1265 stattfindenden Zusammenkunft laden. Die Beteiligung solcher Commons wurde 1295 unter Eduard I. mit dem Model Parliament institutionalisiert.

### Wahl der Parlamentsvertreter
Anfangs wurden die Parlamentsvertreter von den Grafschaftsversammlungen auf Vorschlag angesehener Bürger per Akklamation „gewählt“. Mit der Entwicklung eines Wahlrechts unter Heinrich IV. wird das Parlament schließlich zu einer Volksvertretung im eigentlichen Sinn: Im Jahr 1406 bestimmt ein englisches Gesetz, dass die Wahl frei zu erfolgen hat und mit einer von allen Wählern unterzeichneten Urkunde zu besiegeln ist.

### Prüfung der Wahl
Das Recht der Wahlprüfung stand ursprünglich dem König zu. Heinrich IV. beauftragte in einem Gesetz die reisenden Assisenrichter mit der Überprüfung der Wahlberichte. In der zweiten Hälfte des 16. Jh. findet sich die Wahlprüfung in den Händen des Lord Stewards als Kronbeamten wieder. Der König hielt mit der Wahlprüfung einen Schlüssel zur Zusammensetzung des Parlaments in der Hand. Weil sich das Parlament zusehends als Konterpart der Monarchie begriff, liegt hierin augenscheinlich ein gewisses Spannungsverhältnis. So beanspruchten die Commons seit 1586 das Recht der Wahlprüfung für sich. Im Zuge der Affäre um das Mandat des Sir Francis Godwin trotzte das englische Parlament dem König und seinen Lords 1604 das Recht der Wahlprüfung ab und sollte es für mehr als zweieinhalb Jahrhunderte behalten.

### Kodifizierung in Verfassungen
Auch die ersten der neuen Verfassungen waren von dem englischen Gedanken geprägt, die Wahlprüfung gehöre in die Hände des Parlaments. Seit dem 17. September 1787 bestimmt Art. I Sect. 5 Abs. 1 der Verfassung der Vereinigten Staaten von Amerika dies für die beiden Häuser des Kongresses. Die Regelung war Vorbild für die Französische Verfassung von 1789. Man ging in Paris von dem Grundsatz aus, die Wahlprüfung sei unveräußerlicher Teil der verfassunggebenden Gewalt und könne daher nur durch die Volksvertretung selbst wahrgenommen werden. Diese Auffassung hatte maßgeblichen Einfluss auf den deutschen Frühkonstitutionalismus bis 1848, der in der Folge – vgl. § 112 der Paulskirchenverfassung – ebenfalls zu einer parlamentarischen Wahlprüfung tendierte.

## Die Entwicklung der richterlichen Wahlprüfung
Vor allem in England zeigte sich das Parlament aber der Aufgabe der Wahlprüfung von Anfang an nicht gewachsen. Wo das Prinzip der Demokratie eine objektive, unabhängige Kontrolle gebietet, da neigte man im britischen Unterhaus zu einer politischen und damit parteilichen Instrumentalisierung dieser Kompetenz. Gleichwohl wurde dem Parlament erst im Anschluss an die zweite parlamentarische Reformakte 1867/1868 die Wahlprüfung entzogen. Mit der Übertragung an ein unabhängiges Gericht nahm England allerdings keine Vorreiterstellung mehr ein, denn in Schweden hatte man schon 1810 zu diesem Mittel gefunden, um eine missbräuchliche Wahlprüfung zu verhindern.

## Wahlprüfung in Deutschland seit 1871

### Verfassung von 1871
Der deutsche Verfassungsgeber zeigte sich von der Entwicklung zur richterlichen Wahlprüfung zunächst unbeeindruckt: Art. 27 der Verfassung des Deutschen Reiches von 1871 übernahm für den Reichstag das „klassische“ Modell der Selbstprüfung. Allerdings forderten schon im Jahre 1888 Jellinek und v. Seydel in ihren Gutachten zum XIX. Deutschen Juristentag die Einführung einer unabhängigen, richterlichen Wahlprüfung, wie sie bereits in England und Schweden praktiziert wurde.

### Weimarer Reichsverfassung
Auf den Entwurf der neuen Weimarer Reichsverfassung hatten diese beiden Gutachten maßgeblichen Einfluss. In den Beratungen konnte man sich aber nicht vollständig von der Wahlprüfung durch das Parlament trennen, wohl weil man das Parlament gegen Gerichtsbarkeit und Exekutive des monarchisch geprägten Staates absichern wollte. Man entschied sich deshalb für eine Kombination der parlamentarischen Selbstprüfung mit dem Modell der richterlichen Wahlprüfung. Im Ergebnis sah Art. 31 WRV die Bildung eines Wahlprüfungsgerichts vor, welches sich aus zwei Richtern des Reichsverwaltungsgerichts und drei durch den Reichstag aus seiner Mitte gewählten Abgeordneten zusammensetzte. Ihm oblag die Wahlprüfung wie auch die Mandatsverlustprüfung.

### Bonner Grundgesetz
Die Regelung des Grundgesetzes geht auf Art. 51 des Herrenchiemseer Entwurfs zurück, welcher ebenfalls das Vorschalten einer parlamentarischen Wahlprüfung vorsah. Gegen ein vollkommen unabhängiges Wahlprüfungsgericht führte man vergleichbar mit der Debatte in Frankreich die herausragende Stellung des Bundestages an. Der Herrenchiemseer Entwurf überließ es aber dem Bundesgesetzgeber, ob die Beschwerde gegen die Entscheidung des Bundestages an das Bundesverfassungsgericht oder an ein besonderes Wahlprüfungsgerichts gerichtet sein soll. Zwingend war eine Anrufung des Bundesverfassungsgerichts hiernach nur bei Anfechtung einer Wahl als Ganzes. Im parlamentarischen Rat sah man die Einrichtung eines besonderen Wahlprüfungsgerichts aber als unzweckmäßig an und verabschiedete schließlich die heute noch geltende Fassung des Art. 41 GG, der zwar auch wie Art. 31 WRV eine Kombination der parlamentarischen und der richterlichen Wahlprüfung vorsieht. Nun sind die beiden Modelle aber hintereinander geschaltet, indem der Bundestag die Wahlprüfung in erster „Instanz“ durchführt, gegen seine Entscheidung aber die Beschwerde an das Bundesverfassungsgericht eröffnet ist.